# Alluaudomyia delfinadoae
Alluaudomyia delfinadoae är en tvåvingeart som beskrevs av Giles och Wirth 1984. Alluaudomyia delfinadoae ingår i släktet Alluaudomyia och familjen svidknott. Inga underarter finns listade i Catalogue of Life.